# Emil Merz
Emil Merz (* 4. August 1856 in Rheinbischofsheim; † 3. Februar 1904 in Kassel) war ein deutscher Ingenieur und Direktor der städtischen Gas- und Wasserwerke Kassel.

## Ausbildung
Emil Merz, Sohn des großherzoglichen badischen Kriegsgerichtsrats J. Merz, besuchte in Villingen bis 1869 die Volks- und höhere Bürgerschule. Danach besuchte er in Karlsruhe das Gymnasium. Im Herbst desselben Jahres wurden er und wenige andere ausgewählt, um zusammen mit dem Erbgroßherzog von Baden Friedrich II. die Friedrichsschule zu besuchen. 
Von 1873 bis 1878 studierte er an der TH Karlsruhe Ingenieurwesen und wurde Mitglied der Burschenschaft Germania (heute Teutonia). Im Anschluss leistete er seinen Militärdienst im badischen Infanterieregiment in Konstanz.

## Beruflicher Werdegang
Merz war mehrere Jahre im badischen Staatsdienst bei den Wasser- und Straßenbauinspektionen tätig, in Emmendingen, Bonndorf und Bruchsal. 
Merz verließ den Staatsdienst und wechselte am 23. Juni 1883 in die städtische Gasanstalt in Karlsruhe. April 1889 wurde er zur Leitung der Gasanstalt in Hanau berufen, und Oktober 1893 zur Leitung der Gasanstalt in Kassel. Unter seiner Leitung wurde die Gasanstalt betriebsfertig erbaut und später eine neue elektrische Zentrale erbaut sowie das Wasserwerk erweitert. Er war bis zu seinem Tod als Direktor tätig.

## Veröffentlichungen, Vereine und Persönliches
Emil Merz verfasste eine große Zahl an Veröffentlichungen in der Fachliteratur sowie an Patenten. Beispielsweise veröffentlichte er in seinen letzten 15 Lebensjahren 24 Aufsätze im Journal für Gasbeleuchtung und Wasserversorgung. 
Merz engagierte sich im Deutschen Verein von Gas- und Wasserfachmänner, war Mitglied in mehreren Ausschüssen und war lange Jahre im Vorstand des mittelrheinischen Zweigvereins. Ebenfalls war er im Vorstand der Berufsgenossenschaft tätig. 
Merz war mit Laura geb. Bonnet verheiratet und hatte drei Kinder. 